# Perilitus benacensis
Perilitus benacensis är en stekelart som beskrevs av Haeselbarth 1999. Perilitus benacensis ingår i släktet Perilitus och familjen bracksteklar. Inga underarter finns listade i Catalogue of Life.